# Nabucodonosor I
El rey Nabucodonosor I (Nabuconodosor I, Nabudoconosor I, Nabukudirriusur I o Nabushadrezzar I) fue rey de la IV dinastía de Babilonia, también conocida como la II Dinastía de Isin. Reinó desde 1124 a. C. hasta 1103 a. C. aproximadamente. Bajo su reinado, Babilonia volvió a alcanzar altas cotas de prestigio político, económico y cultural.

## Reinado
Al cuarto año de reinado (1121 a. C.) hizo una expedición a la frontera asiria, y atacó la fortaleza de Zanku, pero seguramente fue rechazado por el entonces rey asirio, Ashur-resh-ishi I (1132 a. C. - 1115 a. C.).
En 1120 a. C., Khutelutush-In-Shushinak asumió el poder de Elam, pero hacia 1110 a. C. fue derrotado y destituido por Nabucodonosor I. Khutelutushinshushinak tuvo que abandonar Susa, que fue ocupada temporalmente por Nabucodonosor I, y tuvo que refugiarse en Anshan. Con esta victoria, Nabucodonosor pudo recuperar la estatua de Marduk y el Código de Hammurabi, que habían sido robados años atrás por el rey elamita Shutruk-Nahhunte. Los babilonios se retiraron y dejaron en el poder a Silhina-Hamru-Lagamar, hermano de Khutelutushinshushinak y último rey conocido de la Dinastía Shutrúkida, que comenzó a reinar en 1110 a. C. Si bien Khutelutushinshushinak fue derrotado y destituido en este mismo año, la toma de Susa por Babilonia fue muy efímera y sólo duró unos meses; tanto es así que el 1110 a. C. es el último año de reinado de Khutelutushinshushinak, el de la toma de Susa por Nabucodonosor y el de la asunción de Silhinahamru-Lagamar. Su año de abdicación nos es desconocido, pero esta derrota inició la decadencia del Imperio Medio Elamita.
En 1114 a. C., Tiglatpileser I, hijo de Ashur-resh-ishi I, sube al trono asirio. Nabucodonosor I ya había intentado tomar Asiria durante el gobierno del anterior rey, pero no había podido. Lo volvió a intentar ya durante el nuevo gobierno, fracasando la mayoría de las veces. En cambio, los contraataques asirios surtieron efecto y el reino de Babilonia vio amenazadas muy seriamente sus fronteras y dominios. La contraofensiva del ejército de Tiglatpileser I fue tan fuerte que la mitad norte del reino había quedado, en un momento dado, bajo el poder de Asiria, y quizá llegó incluso a tomar parte de la propia Ciudad de Babilonia o a asediarla por un tiempo. Tiglatpileser tenía como objetivo llevar a Asiria al esplendor que había vivido con Tukulti-Ninurta I, que reinó desde siglo 1244 a. C. hasta 1208 a. C. y que había subordinado, aunque no conquistado, a sus poderosos vecinos urarteos, hititas, babilonios y lullubis, a costa de quienes extendió sus fronteras. No obstante, Nabucodonosor logró algunas victorias y pequeñas conquistas sobre Asiria. Fue sucedido por Enlilnadinapli.

## Problemas con la cronología
Como desde mucho tiempo antes, y hasta mucho tiempo después, los reinados comenzaban con la deposición, abdicación o muerte del predecesor, que generalmente era el padre, hermano o algún tipo de familiar del sucesor, a menos que el predecesor depuesto perteneciese a otra dinastía; sin embargo, hubo casos en los que monarcas de una misma familia y dinastía se derrocaron uno a otro. No se sabe con exactitud precisa y absoluta si Ninurtanadinshumi era su padre, y Enlilnadinapli su hijo, pero se presupone que sí por pertenecer a la misma dinastía.
Su gobierno comienza en 1125 a. C./1124 a. C. con el fin del reinado de su predecesor y quizá padre, Ninurta-nadin-Shumi, que finalizó en 1126 a. C. Por esto, es posible que Nabucodonosor I hubiera empezado a reinar en ese año, quizá hacia el final, o también que su predecesor hubiera finalizado el gobierno a principios de 1125 a. C., por lo que 1124 a. C. es una fecha poco posible para el comienzo del reinado de Nabucodonosor.
Su reinado finalizó en 1104 a. C. o en 1103 a. C. La segunda fecha coincide con la de una derrota que Nabucodonosor sufre ante los asirios, razón por la cual es más factible que la fecha precisa del fin de su reinado sea 1103 a. C., y no 1104 a. C. Además, si no fuera así, el gobierno de su predecesor, comenzado en 1103 a. C., no encajaría con el fin del suyo. A pesar de esto, su reinado pudo haber comenzado a finales de 1104 a. C. y a comienzos de 1103 a. C., fecha que respetaría también la asunción de su sucesor. De cualquier modo, es posible que muriera en la derrota sufrida ante Asiria en esta fecha aproximadamente y que le sucediera su supuesto hijo, Enlil-nadin-apli.
Las fechas mencionadas se basan en la Cronología Media.

## Obras
Monarca de Babilonia, tercer rey de la II dinastía de Isin en esta ciudad, fue el artífice indirecto del fin del Imperio Medio Elamita, amplió los dominios del reino de Babilonia al oeste del Río Tigris, guerreó contra Asiria e intentó forjar nuevamente el imperialismo babilónico, algo para lo que, sin llegar a conseguirlo, sentó las bases. Es por esto que se considera a veces la asunción de Nabucodonosor I como el comienzo del Imperio Neobabilónico. Rescató de Susa (capital de Elam) la estatua del dios Marduk y el Código de Hammurabi, que habían sido llevados allí por el Rey Shutruk-Nahhunte. También emprendió el embellecimiento de Babilonia, que culminaría con Nabucodonosor II. Fue así como la ciudad comenzó a convertirse en una de las maravillas del mundo antiguo, con su palacio, sus templos, sus murallas y la canalización del río Éufrates entre otras obras públicas.